# Campeonato Mundial de Piragüismo en Aguas Tranquilas de 1979
El XV Campeonato Mundial de Piragüismo en Aguas Tranquilas se celebró en Duisburg (RFA) en el año 1979 bajo la organización de la Federación Internacional de Piragüismo (ICF) y la Federación Alemana de Piragüismo.
Las competiciones se realizaron en el Canal de Regatas de Wedau, ubicado al sur de la ciudad alemana.

## Medallistas

### Masculino
| Evento      | Oro                                                                        | Plata                                                                                      | Bronce                                                                            |
| ----------- | -------------------------------------------------------------------------- | ------------------------------------------------------------------------------------------ | --------------------------------------------------------------------------------- |
| K1 500 m    | Vladimir Parfenovich URSS                                                  | John Sumegi Australia                                                                      | Peter Hempel RDA                                                                  |
| K2 500 m    | Vladimir Parfenovich Serguei Chujrai URSS                                  | Bernd Olbricht Rüdiger Helm RDA                                                            | Alain Lebas Francis Hervieu Francia                                               |
| K4 500 m    | Bernd Duvigneau Harald Marg Jürgen Dittrich Roland Graupner RDA            | Anatoli Shinkarenko Jonas Zautra Serguei Chujrai Vladimir Tainikov URSS                    | Ryszard Oborski · Daniel Wełna · Grzegorz Kołtan · Grzegorz Śledziewski · Polonia |
| K1 1000 m   | Rüdiger Helm RDA                                                           | Ion Bîrlădeanu Rumania                                                                     | Felix Masár Checoslovaquia                                                        |
| K2 1000 m   | Einar Rasmussen · Olaf Søyland · Noruega                                   | Zoltán Bakó · István Szabó · Hungría                                                       | Serguei Chujrai Vladimir Tainikov URSS                                            |
| K4 1000 m   | Bernd Duvigneau Harald Marg Rüdiger Helm Bernd Olbricht RDA                | Ryszard Oborski · Daniel Wełna · Grzegorz Kołtan · Grzegorz Śledziewski · Polonia          | Alexandr Shaparenko Serguei Nagorny Alexandr Avdeyev Jonas Zautra URSS            |
| K1 10 000 m | Milan Janić Yugoslavia                                                     | Einar Rasmussen · Noruega                                                                  | Nikolai Stepanenko URSS                                                           |
| K2 10 000 m | Ion Bîrlădeanu Nicușor Eșanu Rumania                                       | Nikolai Astapkovich Viktor Bukanov URSS                                                    | Herminio Menéndez Rodríguez Luis Gregorio Ramos España                            |
| K4 10 000 m | Alexandr Shaparenko Serguei Nagorny Serguei Nikolski Alexandr Avdeyev URSS | Andrzej Klimaszewski · Krzysztof Lepianka · Zbigniew Torzecki · Zdzisław Szubski · Polonia | Tamás Benkő · Péter Konecsni · László Szabó · Zoltán Romhányi · Hungría           |
| C1 500 m    | Serguei Postrejin URSS                                                     | Ulrich Eicke RDA                                                                           | Liubomir Liubenov Bulgaria                                                        |
| C2 500 m    | Ivan Patzaichin Petre Căpuștă Rumania                                      | Serguei Petrenko Alexandr Vinogradov URSS                                                  | Marek Łbik · Piotr Pawlowski · Polonia                                            |
| C1 1000 m   | Tamás Wichmann · Hungría                                                   | Liubomir Liubenov Bulgaria                                                                 | Ivan Patzaichin Rumania                                                           |
| C2 1000 m   | Vasili Yurchenko Yuri Lobanov URSS                                         | Tamás Buday · Oszkár Frey · Hungría                                                        | Toma Simionov Gheorghe Simionov Rumania                                           |
| C1 10 000 m | Tamás Wichmann · Hungría                                                   | Serguei Liminovich URSS                                                                    | Ivan Patzaichin Rumania                                                           |
| C2 10 000 m | Vasili Yurchenko Yuri Lobanov URSS                                         | Gherasim Munteanu Gheorghe Titu Rumania                                                    | Tamás Buday · István Vaskuti · Hungría                                            |

### Femenino
| Evento   | Oro                                                              | Plata                                                                       | Bronce                                                               |
| -------- | ---------------------------------------------------------------- | --------------------------------------------------------------------------- | -------------------------------------------------------------------- |
| K1 500 m | Roswitha Eberl RDA                                               | Galina Alexeyeva URSS                                                       | Klára Rajnai · Hungría                                               |
| K2 500 m | Natalia Kalashnikova Nina Doroj URSS                             | Marion Rösiger Martina Bischof RDA                                          | Agafia Orlov Nastasia Nichitov Rumania                               |
| K4 500 m | Marion Rösiger Martina Bischof Birgit Fischer Roswitha Eberl RDA | Galina Alexeyeva Nadezhda Trajimenok Tatiana Korshunova Larisa Nedviga URSS | Agafia Orlov Nastasia Nichitov Maria Nicolae Adriana Tarasov Rumania |

## Medallero
| Núm. | País           | Oro | Plata | Bronce | Total |
| ---- | -------------- | --- | ----- | ------ | ----- |
| 1    | URSS           | 7   | 6     | 3      | 16    |
| 2    | RDA            | 5   | 3     | 1      | 9     |
| 3    | Rumania        | 2   | 2     | 5      | 9     |
| 4    | Hungría        | 2   | 2     | 3      | 7     |
| 5    | Noruega        | 1   | 1     | 0      | 2     |
| 6    | Yugoslavia     | 1   | 0     | 0      | 1     |
| 7    | Polonia        | 0   | 2     | 2      | 4     |
| 8    | Bulgaria       | 0   | 1     | 1      | 2     |
| 9    | Australia      | 0   | 1     | 0      | 1     |
| 10   | Checoslovaquia | 0   | 0     | 1      | 1     |
| 10   | España         | 0   | 0     | 1      | 1     |
| 10   | Francia        | 0   | 0     | 1      | 1     |
|      | TOTAL          | 18  | 18    | 18     | 54    |